# Maia Landaburu
Maia Landaburu Fadul (Cartagena de Indias, Bolívar, Colombia, 4 de diciembre de 1977) es una actriz, directora y pedagoga teatral franco-colombo-española con amplia trayectoria en cine, teatro y televisión. Su carrera ha abarcado escenarios de Francia, Chile y Colombia. En teatro ha participado como actriz en más de 15 montajes y en televisión y cine  destacan más de 30 producciones. 

## Actriz y directora
Su carrera como actriz inició siendo una niña cuando formó parte del espectáculo Los niños se toman el mundo, dirigido por María Angélica Mallarino. Fue en ese entonces cuando se estrenó ante las cámaras como presentadora del noticiero Reporteritos, un noticiero para niños que fue programa estrella de la productora Cinevisión. A los 18 años, cuando terminó el Bachillerato en el Liceo Francés de Bogotá, tenía bastante experiencia haciendo teatro. A esa edad decidió irse a París y allá estudió Artes del Espectáculo con opción Teatro en la Universidad de París 8. De manera simultánea se especializó en Actuación en la Escuela Acting International, en dicha ciudad.
En 2013 dirige el montaje de Voces de Saramago, un montaje teatral donde varias actrices leían textos del nobel portugués. El espectáculo se presentó en la FILBO, donde Portugal fue país invitado. Ese mismo año también dirigió el montaje de Entre Tú y Yo, una pieza de microteatro cuyo guion también fue escrito por ella misma. La obra contaba la historia de una viuda que sufre trastorno de bipolaridad y generó polémica porque eligió a los actores Héctor Sánchez y Óscar Salazar para interpretar las dos personalidades de la mujer.

## Docente y Asesora en comunicación
La docencia ha sido parte importante de su carrera profesional pues la ha ejercido de forma paralela a la actuación durante más de veinte años. Entre 2009 y 2013 fue coordinadora del área conceptual de RCN Crea, la escuela del Canal RCN. De manera simultánea fue docente de la Escuela Casa E, donde asumió la dirección pedagógica entre 2016 y 2019. A hoy es directora artística del colegio Clan Atelier y profesora en la escuela de formación integral La Puerta Abierta. 
Su planteamiento de vida es utilizar las herramientas de la actuación para el bienestar y la comunicación. En ese sentido ha sido asesora de comunicación para altos ejecutivos, abogados, políticos y profesores.

## Vida personal
De su primer matrimonio con el músico chileno Diego Olivares en París nació su primera hija. Tuvo un segundo hijo producto de su relación de nueve años con el fallecido libretista Fernando Gaitán.

## Filmografía

### Televisión
| Año       | Título                               | Personaje                             | Canal               |
| --------- | ------------------------------------ | ------------------------------------- | ------------------- |
| 2025      | Delirio                              | Consuelo                              | Netflix             |
| 2025      | La venganza de Analía 2              | Lucila                                | Caracol Televisión  |
| 2024      | Rojo carmesí                         | Abogada Julia Saldarriaga             | Canal RCN           |
| 2024      | Devuélveme la vida                   | Ofelia Arbeláez                       | Caracol Televisión  |
| 2022      | Del Wok al Mollo                     | Adela Tinjacá                         | Canal Capital       |
| 2021      | Los bizcochos de Rubiela             | Francy                                | Canal Capital       |
| 2021      | El Cartel de los Sapos: el origen    | Rosario Villareal                     | Netflix             |
| 2021      | Café con aroma de mujer              | Diana                                 | Canal RCN           |
| 2021      | Enfermeras                           | Juliana                               | Canal RCN           |
| 2020      | La reina de Indias y el conquistador | Constanza Franco De Sergobe           | Netflix             |
| 2018-2019 | María Magdalena                      | Rebeca                                | Azteca 7            |
| 2018      | Garzón vive                          | Luisa de Villegas                     | Canal RCN           |
| 2017      | Hoy por ti                           | Mariela                               | Canal Capital       |
| 2017      | Venganza                             | Doctora Pabón                         | Canal RCN           |
| 2016-2017 | La ley del corazón                   | María de Zúñiga / Clemencia Arredondo | Canal RCN           |
| 2016      | Contra el tiempo                     | Laura                                 | Canal RCN           |
| 2015      | Lady, la vendedora de rosas          | Norma                                 | Canal RCN           |
| 2014      | El capo 3                            | Agente Marly Ochoa                    | Canal RCN           |
| 2013-2014 | La selección                         | Monique                               | Caracol Televisión  |
| 2013-2014 | Chica vampiro                        | Profesora Elizabeth Pavlova           | Canal RCN           |
| 2010-2011 | La Pola                              | Andrea Ricaurte                       | Canal RCN           |
| 2010-2011 | A corazón abierto                    | Betty                                 | Canal RCN           |
| 2010      | Niñas mal                            | Ingrid Domenechi Wurtz                | MTV (Latinoamérica) |
| 2010      | El cartel de los sapos 2             | Lauri                                 | Caracol Televisión  |
| 2009-2010 | Los Victorinos                       | Maya Ragner                           | Telemundo           |
| 2008-2010 | Oye Bonita                           | Daphne                                | Caracol Televisión  |
| 2008-2009 | El último matrimonio feliz           | Lorena                                | Canal RCN           |
| 2007      | Teatro en Chilevisión                | Natacha                               |                     |
| 2003      | Avocats & associés                   | Sceur Marie Catherine                 |                     |

## Cine
| Año  | Título                           | Personaje    |
| ---- | -------------------------------- | ------------ |
| 2022 | El camino de Santi               |              |
| 2018 | Infiltrado en Miami              | Organizadora |
| 2016 | La defensa del dragón            | Matilde      |
| 2014 | Anonimata (corto)                | Nancy        |
| 2012 | Bosque (corto)                   |              |
| 2011 | El mimo aburrido                 |              |
| 2009 | Paradoja                         |              |
| 2007 | Tr3s                             |              |
| 2006 | Les Passages (corto)             |              |
| 2005 | L'appartement (corto)            |              |
| 2004 | La Valise (corto)                |              |
| 2004 | L’improptu de Versailles (corto) |              |
| 2003 | Comme un image (corto)           |              |
| 2003 | Bienvenue au gîte                |              |
| 2002 | Paria (corto)                    |              |

## Teatro
| 2023 | Solo cuando tengas frío        |      |                            |
| 2013 | Entre tú y yo                  |      |                            |
| 2012 | Blackbird                      |      |                            |
| 2009 | Carta de una desconocida       |      |                            |
| 2006 | Le tour du monde de Huguenotte |      |                            |
| 2005 | La Visita                      |      |                            |
| 2003 | Les cinq dits des continents - | 2001 | Le portrait de Dorian Grey |